# Erika Huszár
Erika Huszar est une patineuse de vitesse sur piste courte hongroise.

## Carrière

### Olympiade de 2006
En 2006, elle remporte le relais féminin à une manche de la Coupe du monde à Hangzhou. Elle arrive deuxième au 1 500 mètres et se classe sixième au général en fin de saison.
Aux Jeux olympiques d'hiver de 2006, elle arrive quatrième au 1 500 mètres, une seconde derrière la médaillée de bronze, Wang Meng.

### Olympiade de 2010
En 2009, elle arrive sixième des championnats du monde au relais et 8e du 500 mètres. La même année, son équipe de relais remporte les championnats d'Europe.
En 2010, elle arrive sixième de la finale du 1 500 mètres. Elle fait partie de l'équipe de relais hongroise, qui arrive en cinquième position.